# Período romano en Cataluña
El período romano en Cataluña es el período siguiente al período de los iberos. Comienza en el siglo III a. C. con la romanización y acabó con la invasión de los visigodos. El territorio a la llegada de los romanos estaba compuesto por un conjunto de tribus iberas y colonias griegas.

## Antecedentes
En el año 237 a. C., los cartagineses comenzaron su penetración militar por el sur de la península ibérica, que acabó en el año 227 a. C. con el establecimiento de un estado con capital primero en Akra Leuka y después en Mastia, renombrada posteriormente como Cartago Nova. En el año 231 a. C. una embajada romana llegó a Hispania para tratar con el caudillo cartaginés Amílcar mientras los saguntinos, aliados de la República romana desde el 230 a. C., también enviaron embajadores a Roma. En el año 229 a. C. Asdrúbal sucedió a Amílcar en el comando del nuevo estado cartaginés en Iberia y convino en el 226 a. C. en el Tratado del Ebro firmado con Roma que el límite norte de esta expansión sería el Ebro. En el tratado del 348 a. C. la zona entre Mastia y el Ebro había sido abierta al comercio romano.

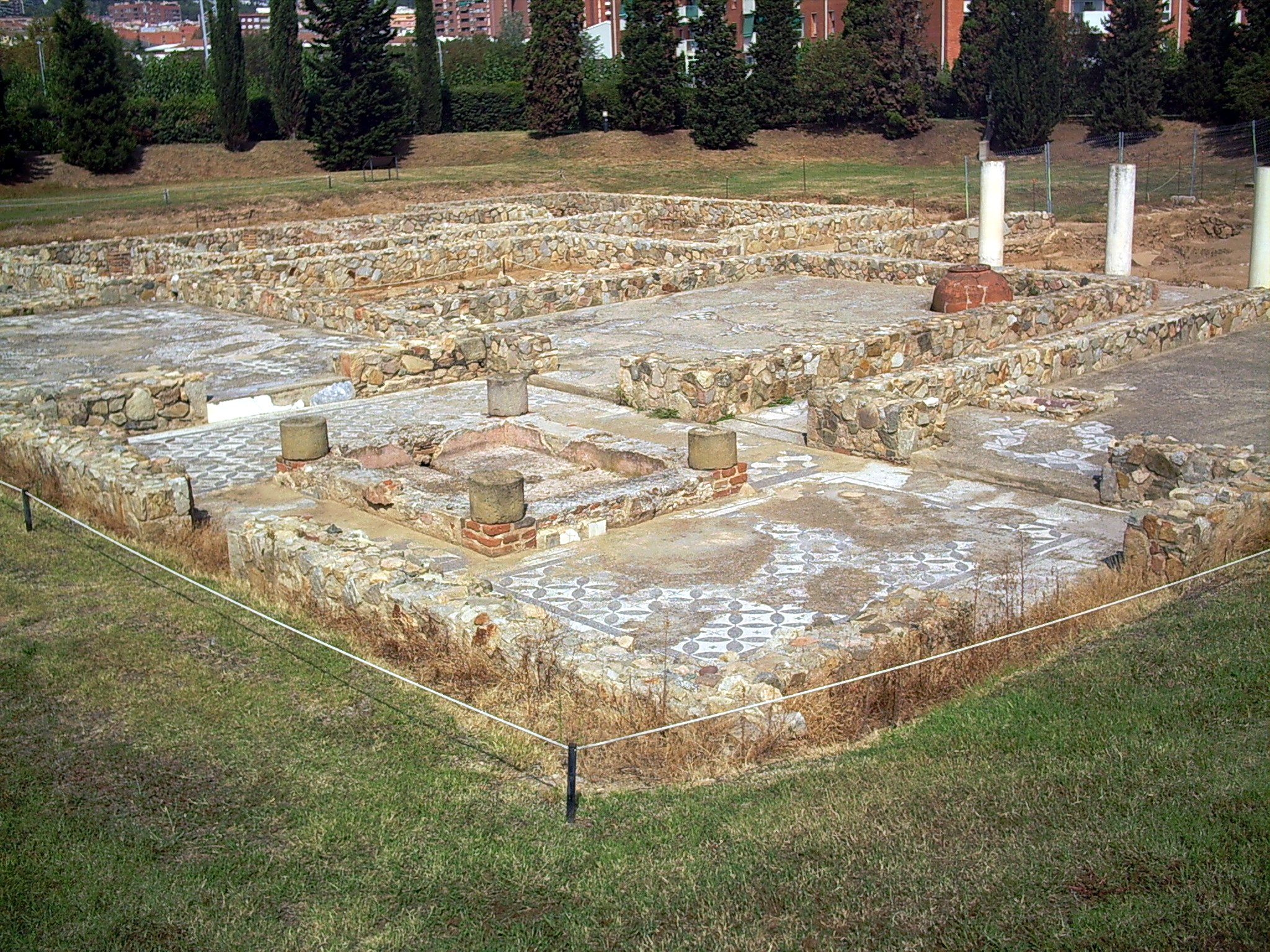
Villa romana de Can Llauder, en Mataró,

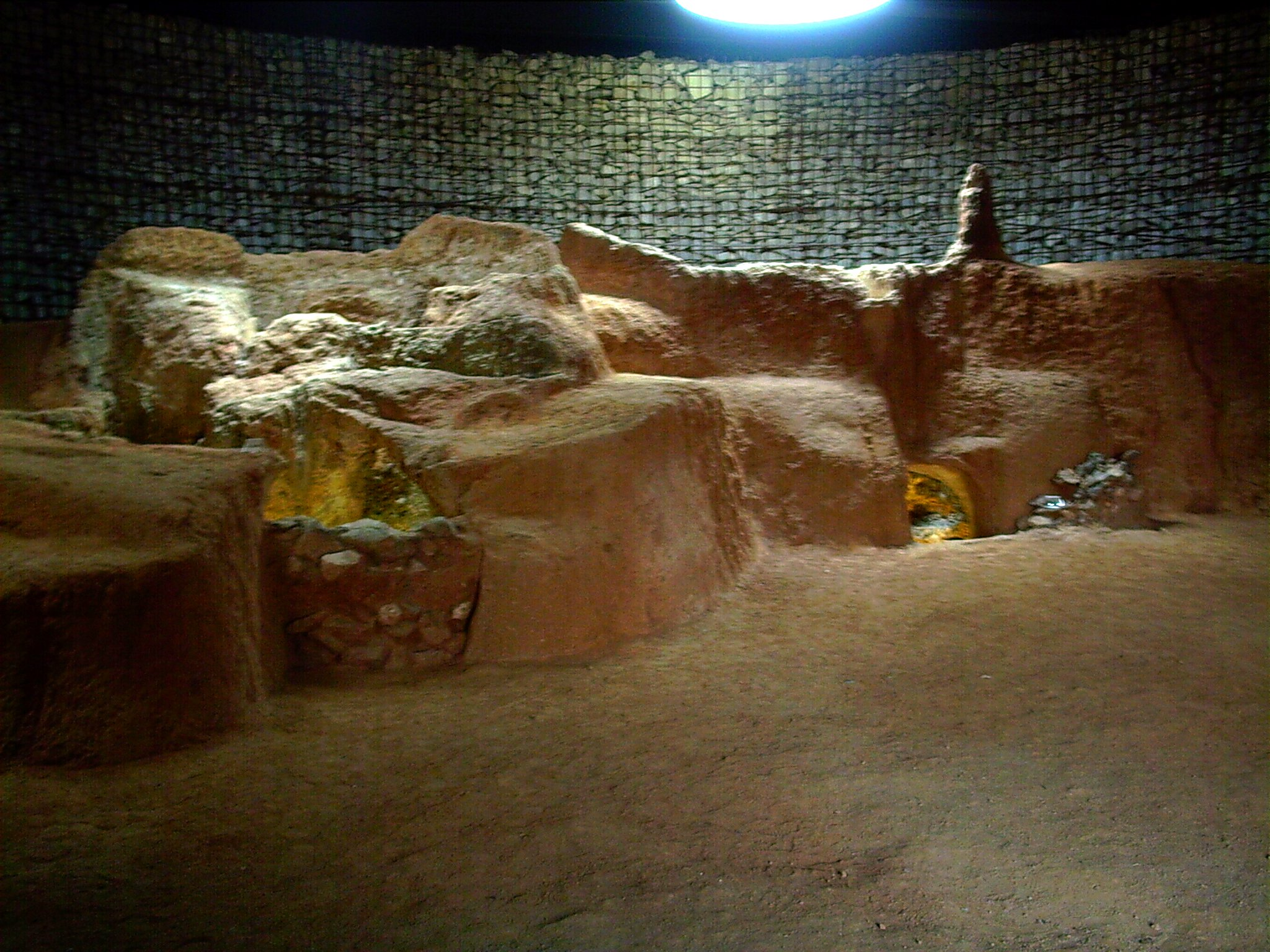
Hornos romanos de la Fornaca de Vilasar de Dalt, (siglos I y II)

Después de la conquista de Sagunto, ciudad aliada de los romanos por las tropas púnicas lideradas por Aníbal en el 218 a. C., estalló la segunda guerra púnica, que daría lugar al pleno domino romano de la península ibérica.
Los romanos fueron los que estructuraron básicamente el territorio de Cataluña tal y como hoy lo entendemos, tanto a lo referente a las infraestructuras como a la creación de ciudades. La Hispania Citerior fue una de las dos provincias en que se dividió la península ibérica después de la conquista romana. Fue creda en el año 197 a. C., y en ella se incluye el actual territorio de Cataluña.
Con la conquista de Rodas y Ampurias, y la presencia en la costa de municipios como Iluro y Baetulo, a los cuales se añadirán al inicio del Imperio las colonias de Barcino, Tarraco y, posteriormente, Égara, favorecerán la consolidación de cascos urbanos importantes, que a la vez articulan la ocupación de un ager (campo) a través de numerosas villas que, sin constituir grandes fundus (fundaciones) constituirán una verdadera telaraña que aprovecha de manera notable las posibilidades del medio.
El incremento de territorio controlado por Roma y el enriquecimiento que esto producía en sus gobernantes condujo a una etapa muy convulsa entre los siglos II y I a. C., que transformaron la República Romana en Imperio romano cuando Augusto venció a todos sus enemigos en el año 31 a. C., y proclamó la reforma el 13 de enero del año 27 a. C. En virtud de esta reforma se encargaba del proconsulado de todas aquellas provincias que tenían acantonadas legiones (tomando así el mando de todo el ejército), y de Octavio mismo dependerían los oficiales y soldados. Hispania fue dividida en tres provincias: Tarraconense, Bética y Lusitania.
La presión de los hunos, que liderados por Atila llegaron a las puertas de Roma, empujó a las tribus germánicas hacia Europa Occidental. Para intentar hacer frente a esta crisis, a la muerte de Teodosio I el Grande dejó la parte occidental (donde se encontraba Hispania) del imperio a su hijo Honorio, y la parte oriental a su hijo Arcadio. La invasión precipitó la Caída del Imperio Romano de Occidente en el año 476.

## Conquista romana
Aníbal, que había sucedido a Asdrúbal en 221 aC, al asaltar y someter Saguntum, rompió el Tratado del Ebro y estalló la segunda guerra púnica. El cartaginés recorrió la costa del levante peninsular y contrajo pactos con muchos pueblos indígenas; traspasó los Pirineos y los Alpes y entró en Italia, donde infringió una serie de derrotas a los ejércitos de Roma. En Iberia estaba Asdrúbal Barca como lugarteniente en el sur, mientras Hanón controlaba el área al norte del Ebro.

Zonas de influencia en 218 a. C.

En 218 aC la República Romana decidió cortar los suministros y la ruta de retirada del ejército cartaginés. Cneo Cornelio Escipión Calvo comandando 60 naves, 10.000 soldados y 700 jinetes, unos 30.000 hombres en total (equivalente a cuatro legiones) desembarcó en Emporion, factoría griega aliada de los romanos, y se dirigió por tierra siguiendo la vía Heraclea, hacia Cissa donde derrotó a las fuerzas cartaginesas y estableció una base militar, donde después se levantaría la Tarraco romana. Después marchó hacia el Ebro, donde derrotó a los contingentes púnicos de Asdrúbal en una batalla naval en su desembocadura. Aprovechó la campaña para sellar pactos de amistad con los pueblos indígenas y renovar los antiguos, y contratar mercenarios iberos. Poco después su hermano Publio, que había acudido con él como legado, marchó a la costa etrusca por mar cuando se enteró de que Aníbal había cruzado los Alpes, pero volvió a Hispania en 216. Publio también contrajo pactos personales con caudillos como Indíbil, rey de los ilergetes. Así, los dos hermanos Escipiones, entre el 216 y el 212, serán los comandantes en cabeza de las tropas romanas en la península, frente al ejército púnico comandado por Asdrúbal y Magón. En estos años consiguieron someter a los pueblos de la costa catalana, derrotar Asdrúbal en la batalla de Ibera en 215 aC, conquistar Saguntum en 212 aC y establecer definitivamente su cuartel general en Tarraco, hasta que fueron derrotados y muertos por los cartagineses en 211 a. C. en tierras de la actual Sierra Morena.
En 210 aC llegó Escipión el Africano, hijo de Publio, que quería vengar la muerte "de su padre, de su tío y el de la patria", con 10.000 soldados, 1.000 jinetes y 28 naves militares. Se enfrentó con los cartagineses, que contaban con 25.000 soldados de infantería y 2.500 jinetes, y en 209 aC consiguió tomar Cartago Nova, la capital púnica en Hispania, suceso que hizo que Magón se rindiera al romano, y que Escipión consiguiera un importante botín. Posteriormente instaló una guarnición. Dos otras grandes victorias de la República romana contra los cartagineses serían las de Baecula lo 208 aC, y la de Ilipa en 207 a. C.

## Los pactos entre los romanos y los caudillos indígenas
Entre el 218 aC, fecha del desembarco en Emporion, y el 197 aC, año de la primera organización administrativa del territorio en dos provincias, nos encontramos con una etapa militar de pura conquista territorial. Los pueblos de la costa se mostraron desde buen principio favorables a la acción romana, puesto que, entre otras razones, sufrían a menudo las incursiones de las tribus filopúnicas del interior. Escipión el Africano estableció pactos personales con los caudillos iberos de la costa levantina y la actual Cataluña, tal como ya habían hecho Cneo Cornelio Escipión Calvo y Publio Cornelio Escipión años atrás. Los pactos no eran entre estructuras políticas o "naciones", por lo cual, al morir uno de los dos contratantes, finalizaba la relación de fidelidad y a menudo estallaban rebeliones. Los romanos aprovechaban la deuotio ibera, mediante la cual los guerreros se ligaban a su jefe hasta la muerte, para crear clientelas entre la sociedad ibera. En vez de la palabra rex (rey), tan desagradable para la mentalidad romana, Escipión creó el título de imperator (quien manda) para que fuera utilizado por los indígenas al referirse a él.
Durante los primeros años de su presencia, se habían exigido rehenes a los indígenas para asegurar su fidelidad. Los caudillos que se habían destacado por su afección al bando de los conquistadores adquirirían como premio la ciudadanía romana y tomaban el nombre del jefe el cual habían servido. Una de las cláusulas de los tratados era que los soldados que estaban al servicio de estos jefes indígenas pasaban a formar parte de las tropas auxiliares del ejército romano, y también eran recompensados después de su servicio con la ciudadanía romana. Algunos indígenas podían ser acogidos en la orden ecuestre e incluso llegar a ser senadores. Los romanos, igual que los cartagineses y todos los otros pueblos de la antigüedad, practicaron una política de saqueo de casi todas las ciudades que tomaban con el resultado de grandes botines y masacres de la población conquistada. Por otro lado, consiguieron también una gran cantidad de esclavos en estas guerras, que pronto fueron comercializados por los mangones (mercaderes de personas).
En 206 aC caería la gran ciudad fenicia de Gadir y se completaba el dominio romano sobre las posesiones púnicas. Se produjo una sublevación de los reyes Indíbil y Mandonio contra Escipión, que no fue sofocada hasta el 205 a. C. 

### Las primeras medidas de control del territorio
En 206 aC, después de la conquista de Gadir, que significa la derrota de los cartagineses em suelo hispánico, la república romana decide incorporar definitivamente la península a sus dominios, no será hasta la segunda mitad del siglo II a. C. que la República romana no decide la incorporación definitiva de las tierras hispánicas al imperium para explotar su gran riqueza minera en metales como oro, plata y cobre, con la confianza a Escipión el Africano de los asuntos de Hispania, y se funda Italica, la primera ciudad romana con veteranos del ejército. 
Después de que Marco Junio Silano acabara de expulsar a los cartagineses de la península hispánica, se establecieron dos legiones con objeto de controlar el orden, hasta el 201 aC, en qué según algunos autores sólo permanece una. Se sometió el territorio al pago de tributos y se reorganizó en dos prouinciae desde el 197 a. C. Después de sofocar la gran revuelta indígena, se establecieron numerosos lugares de vigilancia, junto con los presidios ya existentes de Emporion y Tarraco, acompañados de una gran presencia militar.

### El establecimiento de los primeros tributos

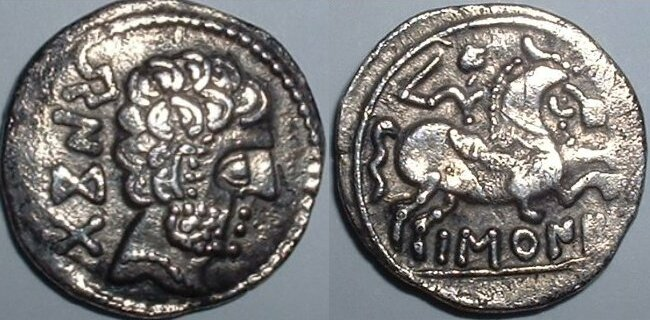
Moneda hispana con escritura ibera del o a. C.

Entre el 218 aC, año de la llegada de los romanos, y el 212 aC, aparecieron las dracmas iberoromanas, acuñadas en Emporion y en otras secas, que son muy uniformes en cuanto a estilo. Destaca las de la leyenda Barkeno en letras iberas, de connotaciones púnicas, que fueron activas hasta el primer cuarto del siglo II a. C..
A partir del 205 aC, después de la derrota de Ilipa, las autoridades romanas sometieron a los indígenas al pago de uno stipendium, un impuesto de carácter coyuntural, empezando una etapa tributaria que se organizaría definitivamente después de la división provincial de 197 a. C. Los tributos se pagarían tanto en moneda como en especies. A principios del siglo II a. C., las monedas de plata y bronce de toda Hispania quedaron unificadas bajo el patrón del denario ibero, que seguía el mismo sistema metrológico que el romano, pero con escritura ibera, acuñadas por los romanos, de forma que los poblados desarrollaron su actividad económica dentro del marco impuesto por el dominador romano. El principal uso de estas monedas era el de pagar tributos a las nuevas autoridades romanas, pero también servirían para satisfacer el sueldo a los soldados establecidos en tierras iberas.

## La conversión del territorio en provincia

Primera división provincial de Hispania

En 197 aC se decidió dividir el territorio ya incorporado a la República romana en dos provincias pretorianas. La Hispania Citerior, con capital en Carthago Nova, que comprendía las actuales Cataluña, Comunidad Valenciana, Murcia y Andalucía oriental, añadiendo a finales del siglo II a. C. las tierras conquistadas a la Galia meridional. La Hispania Ulterior comprendía Andalucía occidental, y estaba separada de la Citerior por el saltus Castulonensis, la actual Sierra Morena y Despeñaperros, cerca de la ciudad ibera de Castulo.
En los primeros años el gobernador de las provincias fue uno pretor y en excepcionalmente, un cónsul. Los primeros pretores que se hicieron cargo fueron Cayo Sempronio Tuditano en la Citerior y Marco Helvio Blasión en la Ulterior. A mediados del siglo II a. C. se hizo cargo un propretor o bien un procónsul, rodeados por un conjunto de legados y cuestores, además de otros funcionarios que ellos mismos escogían. El propretor o procónsol era el juez supremo en los asuntos de su provincia y aseguraba el funcionamiento de la justicia en los tribunales de las ciudades y estaba facultado para emitir edictos sobre fiscalidad y relaciones financieras dentro del ámbito provincial. El Senado romano controlaba en última instancia la actuación del gobernador que, al final de su mandato, tenía que rendir cuentas ante los patres conscripti y podía ser sometido a un proceso criminal en caso de irregularidades en la gestión.
Los publicanos, encargados de la recaudación de recursos económicos, muchas veces de manera abusiva con la población local, muchos de ellos pertenecientes a la orden ecuestre y agrupados en sociedades, no estaban vinculados a la figura del gobernador. 

### Presidios, lugares de vigilancia y efectivos militares
En el sistema republicano ancestral, los legionarios eran los pequeños propietarios de tierras. Al necesitarse más campesinos-soldados por las necesidades de la república, si desaparecían los campesinos libres, la existencia misma del ejército peligra, y esto fue solucionado por las reformas de Cayo Mario, que creó un ejército profesional a finales del siglo II a. C. y se asignó tierras a los veteranos.
El ejército romano se alimentaba sólo con los productos agrícolas locales (el trigo ibero), y de aquí el gran número de campos de silos datados en esta época. A Roma le interesaba tener controlada la zona, puesto que ofrecía una gran rentabilidad en cuanto a los productos del campo y era la población autóctona la que explotaba este territorio, controlado por fortificaciones. Además, la mayor parte del territorio fue declarado ager publicus, es decir, administrado directamente por la República romana. Hasta muy entrado el siglo II a. C., se mantiene el presidio militar de Tarraco para controlar la zona recientemente anexionada y como base de operaciones del ejército romano. Otras fortificaciones importantes que los romanos instalaron fueron las de Olèrdola y la que constituiría tiempo después la ciudad de Emporion. 
Se calcula que entre 197 aC y 169 aC se incrementó notablemente la presencia militar en Hispania, estableciéndose cuatro legiones en 187 aC y en 168 aC con 251.400 soldados, entre ellos 85.500 ciudadanos y 165.850 aliados.

### La gran revuelta indígena
En 197 aC estalló una gran revuelta en toda la zona conquistada. Al marchar Escipión el Africano después de sus campañas hispánicas, los jefes iberos que lo habían apoyado consideraron que sólo los unía una relación personal con su rex Escipión. Otra teoría defiende que la revuelta fue originada quizás por la imposición de un tributo regular anual.
La República envió a Cayo Sempronio Tuditano y Marco Helvio Blasión, pero hasta el 195 la rebelión no fue sofocada por Marco Porcio Catón, que desembarcó en Emporion con dos legiones, 8.000 soldados y 800 jinetes, y se dirigió hacia Tarraco. Después de la ejemplarizante victoria en la batalla de Emporion, los romanos ordenaron que los iberos destruyeran las murallas bajo pena de ser reducidos a la esclavitud, y lo hicieron los oppida de los alrededores del Ebro. Los poblados del interior del que ahora es Cataluña, desaparecieron definitivamente. 

### Organización del territorio
Los ciudadanos romanos en tierra extranjera se organizaron en conuentus ciuium romanorum. El proceso de jerarquización entre asentamientos grandes y pequeños fue favorecido por Roma con objeto de implementar su modelo territorial. Unos se verán favorecidos por la presencia romana y otras desaparecerán. Los asentamientos indígenas que se vieron favorecidos por la presencia romana adoptaron los nuevos patrones constructivos romanos. Los excedentes agrícolas de los nuevos yacimientos que aparecen o que se desarrollan servirán para hacer frente a los pagos en especies que exigía el mantenimiento de las tropas romanas intermediando campos de silos. 
La vía romana más antigua documentada epigráficamente en la península es la que enlazaba los poblados de Iluro y Ausa, construida entre el 120 y 110 a. C.
A mediados de siglo II a. C. empiezan a llegar monedas procedentes de la seca de Roma, de las que en el siglo I a. C. se encuentran en abundancia y la del nombre del magistrado monetal, y el fin del uso de la escritura ibera en las monedas de Hispania se sitúa hacia el 44 aC, después de la muerte de Julio César.
Después de la conquista de Numancia en 133 aC, la República romana decidió reestructurar el nordeste de la península e integrar las comunidades indígenas. La actual Cataluña estaba incluida en la Hispania Citerior, gobernada por pretores, con el centro político y administrativo en Tarraco. El proceso se aceleró todavía más en 121 aC después de la conquista de la Galia Narbonense.

## El gran impulso romanizador delsigloIa.C.

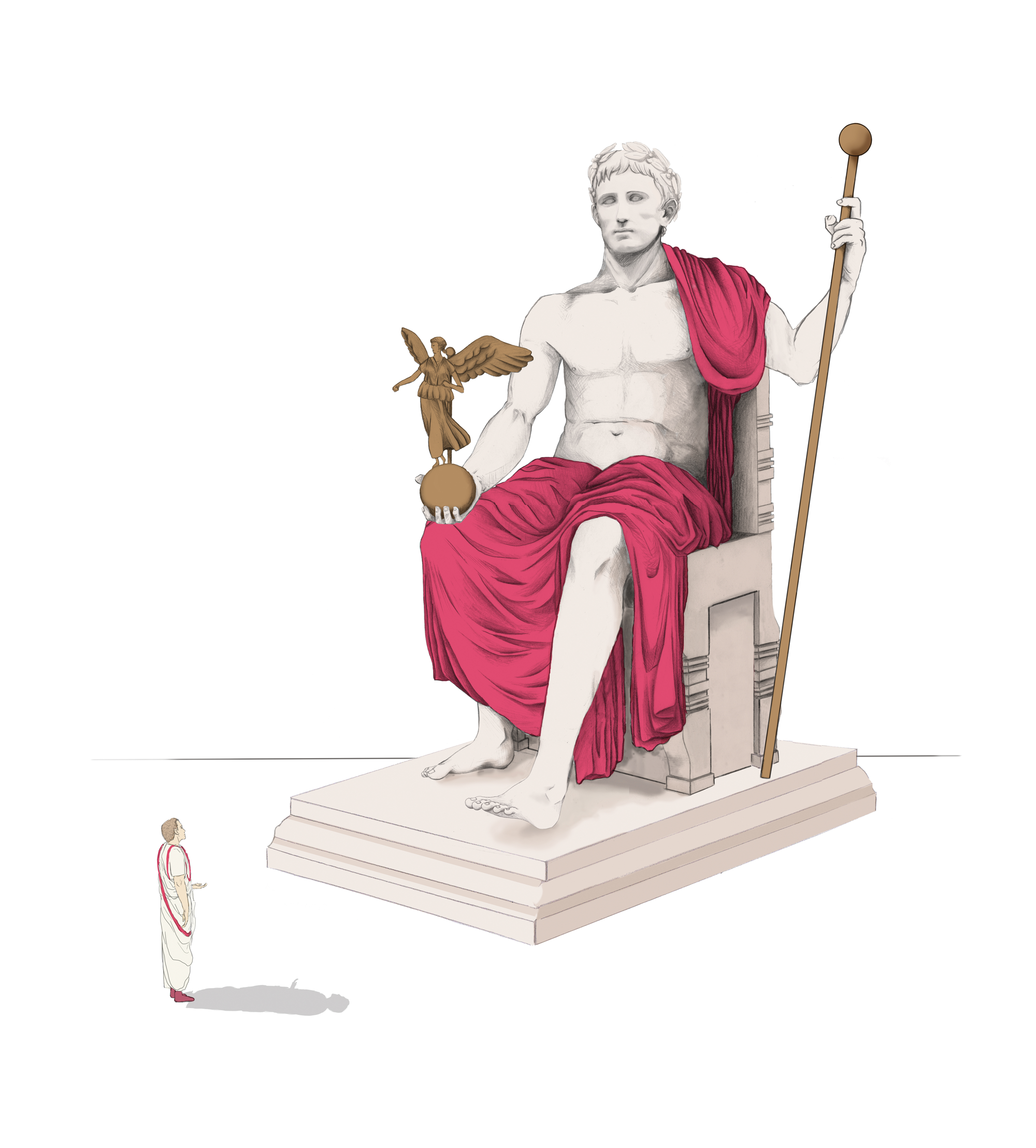
Recreación de la estatua colosal de Augusto divinizado que presidiría el recinto de culto del Foro Provincial de Tarraco.

Entre finales del siglo II a. C. y la primera mitad del siglo I a. C. nacieron los primeros núcleos de carácter urbano de tipo itálico en la costa, de los que todos los colonos eran ciudadanos romanos procedentes del centro de Italia. En 90 aC, la Julia de civitate italis otorgó los derechos de ciudadano romano a los que se habían mantenido fieles a Roma en la suerra Social, y a quienes se sometieran. Muchos aliados de los romanos lograron los derechos de la ciudadanía y se impulsó en el plan social la romanización. Hispania ofrecía unas condiciones favorables para trabajar el campo en sus fértiles tierras de los valles del Ebro y el Guadalquivir, un panorama político más tranquilo que en tiempos anteriores y una gran riqueza mineral, que propiciaron el inicio y desarrollo de un vasto proyecto colonizador estimulado con las leyes agrarias promulgadas en Roma durante la primera mitad del siglo que repartieron lotes de tierra, la ager assignatus que casi siempre provenía de la ager publicus (tierra estatal conquistada), entre los veteranos italianos, no hay ninguna prueba al respeto que constituían la capa dirigente de las nuevas ciudades. También residían inmigrantes itálicos sin ciudadanía y comerciantes.
La fuerte presencia romana en este territorio causada por las guerras civiles de la primera mitad del siglo I a. C. aceleró los cambios que habían empezado en el siglo anterior. Durante el primer triunvirato (Julio César, Marco Licinio Craso y Cneo Pompeyo Magno) las provincias hispánicas fueron asignadas a este último, pero muchos pueblos norteños del este peninsular abrazaron la causa de Quinto Sertorio, contrario a Pompeyo, que en 77 aC fue enviado a la Citerior y enseguida se hizo con la costa entre los Pirineos y la desembocadura del Llobregat. Luchó contra Sertorio hasta que finalmente, en [2 aC, este fue muerto en Huesca. Pompeo concedió la ciudadanía romana a muchos indígenas afectos y tuvo que fundar núcleos de población como Gerunda e Iluro, con objeto de asentarlos, junto con los veteranos que lucharon a su lado. 
A partir de mediados de siglo Julio Cesar tuvo un papel preponderante en la romanización de Hispania, los repartos de tierras tomaron más importancia, siendo el ejército el principal instrumento de asentamiento de italianos y romanos en las nuevas tierras conquistadas y creció el número de proletarios desposeídos de tierras de Italia. A los colonos beneficiarios de las reparticiones cesarianas les eran asignadas 10 yugadas de tierra (2,5 Ha) por familia y procedieron a la parcelación del terreno que rodeaba los nuevos núcleos y al cultivo intensivo de la viña. Además de la venida de colonos afluyeron capitales e intereses económicos y nuevos asentamientos fueron fundados por los triunviratos Octavio, Marco Antonio y Lépido.
La urbanización dará como resultado la implantación del sistema basado en la ciudad y su territorio y se construyeron las vías principales, consolidándose circuitos comerciales estables entre el mundo ibérico e Italia, favoreciendo la orientación al mercado de la nueva agricultura de plantación y la progresiva monetarización de la economía. En la primera mitad del s. I aC se crean las mansiones o paradas a la vía Heraclea, puesto que para ir de los Pirineos a Tarraco, los ejércitos romanos preferían la ruta terrestre a la marítima. Casi la mayoría de los poblados desaparecen a mediados de siglo I a. C. debido a la fundación de las nuevas ciudades romanas, ligadas a la agricultura de plantación de modelo itálico, que hizo desaparecer las explotaciones domésticas indígenas y provocaron el colapso de los asentamientos iberos.

## El imperio romano

Segunda división provincial de Hispania

Con el otorgamiento del título de Augusto a Octavio por el senado después de su victoria en la cuarta guerra civil de la República romana en 27 a. C. empieza el Imperio romano, se creó la provincia imperial Citerior Tarraconensis con capital en Tarraco, la más grande de todo el imperio, alcanzando al Norte los Pirineos, el Cantábrico y el que ahora es Galicia, y a la costa mediterránea hasta Cartago Nova. Los límites con la Bética y la Lusitania, las otras dos provincias hispánicas creadas por Augusto discurrían entre el monte Solori, los montes Oretanos, los Carpetanos (parte norte de la sierra de Guadarrama) y los de los astures. 
La Tarraconense, controlada directamente por el emperador tenía como máxima autoridad en la provincia un legado del emperador. Al frente de la hacienda había un procurador con rango de Caballero romano. Para mantener el orden militar, en un principio en la Tarraconensis había tres legiones pero en 74, en época de Vespasiano sólo se mantenía la Legio VII Gemina, que se quedaría hasta el fin del Imperio.
La Tarraconensis estaba dividida en siete conventus creados en la época de Augusto y vigentes hasta el 288 con la reforma de Diocleciano, eran demarcaciones administrativas para la administración de justicia, culto imperial y la recaudación fiscal, y posiblemente eran distritos de censo, reclutamiento de tropas y realización de obras públicas. Lo que aproximadamente es ahora Cataluña y el norte de la Comunidad Valenciana era el Conventus Tarraconensis y el centro de la Comunidad Valenciana, mientras el conventus Carthaginensis formaría el resto de la Comunidad Valenciana. 

### La sociedad en época del Alto Imperio
En época de Augusto el modelo social romano fue exportado de manera definitiva a las poblaciones de la mayoría de las provincias que conformaban el imperium, entre ellas la Tarraconensis, donde la romanización ya fue plenamente consolidada y el derecho a la ciudadanía romana fue mucho más ampliamente concedido a familias e individuos de las capas altas indígenas con objeto de consolidar el nuevo orden. Se acontecía ciudadano por nacimiento, por haber servido en tropas auxiliares, por ser uno esclavo manumitit (liberado) o bien por libre decisión del poder imperial. Empezó la época de la llamada Pax romana.
Los ciues romani se dividían en órdenes con diferentes derechos y obligaciones, marcadas por la acumulación de capital en tierras, que posibilitan la rápida ascensión hacia estratos superiores. Los ciudadanos más ricos pertenecían a las órdenes senatorial (lo más alto), el ecuestre y el decurional. Las órdenes senatorial y ecuestre tenían funciones directivas en la administración central del imperio y el decurional era encargado del gobierno de las ciudades. 
Muchas personas libres no disfrutaban del derecho de la ciudadanía: a los peregrinos (ciudadanos de colonias romanas, sin todos los derechos de los romanos), extranjeros o súbditos de estados vasallos, mientras que los libertos y los esclavos integrarían la base de esta pirámide. 
La plebs rustica, la población que habitaba el campo, se dividía en esclavos, libertos e ingenuos (personas nacidas libres). Los indígenas de la actual Cataluña lograrán mejores oportunidades de adquirir la ciudadanía romana en la segunda mitad del siglo I, con la concesión por parte del emperador Vespasiano del ius latii minus, es decir, el derecho romano, a todos los ciudadanos libres de Hispania, de forma que los magistrados de las ciudades con ius latii, su familia y sus descendientes pasaban a ser automáticamente ciudadanos romanos de pleno derecho, aunque la mayor parte de la población de estos municipios eran peregrinos. El emperador Claudio, que se destacó por su trato de favor a los provinciales, especialmente a los galos, concedió a los hispanos la inmunidad y la exención de impuestos.

## La crisis delsigloIII
Caracalla, en el año 212 proclamó la Constitución Antoniniana, otorgó la ciudadanía a todos los habitantes libres del imperio (los esclavos quedaron excluidos). El ejército romano fue una pieza clave para frenar el contingente bárbaro y los gastos de las guerras harán que la hacienda imperial acontezca cada vez más exígua a pesar de que los impuestos eran cada vez más necesarios, y creció el poder de los militares dentro de la sociedad romana en una época convulsa en la cual fueron frecuentes las usurpaciones y los cortísimos mandatos de los emperadores. Sin embargo, el poder del emperador empezaba a ser considerado como divino. 
A finales del siglo II aparecieron en Hispania las grandes villae rusticae, villas autosuficientes y con grandes comodidades para sus propietarios. La creciente concentración de la propiedad agraria hará que en esta época se agrave en Occidente la gran división social entre los grandes propietarios y las personas más pobres y dentro de la clase social más baja, libres y no libres lograron condiciones de vida parecidas. Los campesinos pobres, que antes habían sido personas libres, o bien se pasaron a las filas de los bagaudas (bandidos) o bien se aferraban a la protección de los terratenientes (colonos). El sistema del colonado, basado en un contrato entre terrateniente y colón, por el que el primero arrendaba una parcela por cinco años a cambio de una suma de dinero, había empezado en Italia posiblemente a finales del siglo I a. C., como manera de protegerse de las exacciones fiscales del cada vez más precario estado imperial y esto hará que cada vez más disminuyan los contribuyentes. A partir del siglo III, los contratos de colonado se transformaron cada vez más en perpetuos hasta que a partir de Diocleciano (284-305) esta situación aconteció de iure. Así los grandes propietarios se aseguraban que los colonos pagaran y no escaparan de sus tierras. 
Otro fenómeno que empieza a tener efectos en la Tarraconense es la aparición de las primeras comunidades cristianas en este siglo III. En estas tierras la nueva religión penetra con San Félix de Gerona y San Cugat.
Durante el reinado de Cómodo bandas de soldados desertores debido a la dureza de las levas y de las luchas contra los invasores asolaron Hispania y a partir de la segunda mitad del siglo II empezó la presión de los pueblos bárbaros en las fronteras del Imperio, iniciando una crisis económica que se agravaría en la época de los Severos. Los pueblos germánicos llegaron a la Tarraconense en la segunda mitad del siglo III y las invasiones, mencionadas por Aurelio Víctor, Eutropio, Orosio, Nazario, Jerónimo y Próspero de Tiro ocasionaron un gran caos y provocando la ruina de las ciudades de la costa y la desaparición de muchos uici o agrupaciones rurales que no tenían rango administrativo. Las primeras invasiones llegaron entre 253 y 257 y estaban constituidas por grupos de francos y alamanes. Una segunda invasión más devastadora tuvo lugar en 260 y en 261, en la que ciudades como Barcino tuvieron que edificar murallas rápidamente y Tarraco fue destruida casi totalmente en 260. A los invasores germánicos se los unieron parte de las clases populares muy descontentos con el creciente poder de los grandes terratenientes, y la presión fiscal del estado.
Entre 261 y 269 se proclamó como escisión del Imperio el Imperio Gálico del que la provincia Tarraconense entró a formar parte. Esta zona irredenta abrazaba toda la Galia y parte de Britania, Germania e Hispania. Finalmente, una tercera incursión de los francos se produjo entre 276 y 279. El abandono de tierras en el imperio se agravará a partir del s. III.

## Los visigodos
Los visigodos entraron en la Península en 415 pero sus costumbres ya estaban fuertemente romanizadas y por lo tanto respetaron las tradiciones locales excepto la religión, puesto que impusieron el arrianismo. La provincia de Galicia quedó para los suevos, que establecieron el Reino de los suevos, pero el resto, excepto una parte de la Tarraconense restaron como provincias del Imperio hasta su abolición en 476. Los visigodos establecieron el Reino de Tolosa con un sistema de dos naciones con un territorio y los antiguos ciudadanos romanizados restaron sujetos a las leyes romanas y los godos eran sujetos de la ley germánica. Expulsados de la Galia después de la batalla de Vouille en 507, la capital se estableció en Barcino y después en Toledo y el reino visigodo fue conocido como el Reino de Toledo.